# 황진하 (아나운서)
황진하(1986년 11월 11일~)은 대한민국의 아나운서이다.

## 프로필
- 출생: 1986년 11월 11일
- 학력: 홍익대학교 법학과 학사

## 수상
- 2021년 아나운서대상 라디오 진행상 수상
- 2020년 방송통심심의위원회 바른 방송언어특별상 수상

## 경력
- TBS FM 오늘도 황진하입니다(월~금 오전 9시, TBS FM 95.1MHz, 2022년 8월~2024년 2월)
- tbs FM 달콤한 밤, 황진하입니다(매일 밤 10~12시, tbs FM 95.1MHz, 2016년 9월~2022년 3월)
- tbs TV TV책방 북소리(수요일 밤 10시 30분, tbs TV, 2019년 8월~2020년 2월 12일)
- tbs FM 주말이 좋다, 황진하입니다(매주 토, 일요일 오후 6~8시, tbs FM 95.1MHz, 2015년 3월 23일~9월 13일)
- tbs TV 안전지대 119(매주 월요일 오후 3시 30분, tbs TV, 2015년 3월 23일~9월 13일)
- tbs TV 수도권 투데이(매일 오후 12시 55분~1시 45분, tbs TV)
- tbs FM 장용, 황진하의 4시를 잡아라(매일 오후 4~6시, tbs FM 95.1MHz)
- tbs FM 배기성의 라디오킹- 라디오 가요 TOP 10(매주 토, 일요일 오전 10~12시, tbs FM 95.1MHz)
- 현대경제연구원 Leader’s Forum(리더스포럼) 진행
- 티브로드 ch.4 고고스포츠(토요일 오후 11시)
- YTN FM 94.5MHz 뉴스&뮤직(토, 일요일 오후 6시)
- KBS WORLD Dr.Korea - Wheeling and healing 진행